# La Revanche du cœur
Pour les articles homonymes, voir Bed of Roses.
Pour plus de détails, voir Fiche technique et Distribution.
La Revanche du cœur (Bed of Roses) est une comédie américaine pré-Code écrite et réalisée par Gregory La Cava, sortie en 1933 et produite par RKO Pictures.

## Synopsis
Lorry (Constance Bennett) et Minnie (Pert Kelton) sortent de prison en Louisiane et partent en bateau vers La Nouvelle Orléans. Elles font boire deux admirateurs pour leur voler 60$. Dénoncée, Lorry saute par-dessus bord et est sauvée par le capitaine d'une barge de coton, Dan (Joel McCrea). Arrivée au port il découvre qu'elle a volé la paye de ses hommes et s'est enfuie en ville. Lorry s'en prend ensuite à un éditeur pour le faire boire et le faire chanter en menaçant de le dénoncer.
Mais elle n'a pas oublié Dan et retourne lui rendre son argent sur sa barge de coton.

## Fiche technique
- Titre : La Revanche du cœur
- Titre original : Bed of Roses
- Réalisation : Gregory LaCava
- Assistant réalisation : Charles Kerr
- Scénario : Wanda Tuchock, Gregory LaCava, Eugene Thackrey
- Pays d'origine :  États-Unis
- Genre : comédie dramatique et romance
- Durée : 67 minutes
- Date de sortie : 1933

## Distribution
- Constance Bennett : Lorry Evans
- Joel McCrea : Dan
- John Halliday : Stephen Paige
- Pert Kelton : Minnie Brown
- Samuel Hinds : père Doran
- Franklin Pangborn : chef de rayon
- Tom Francis : vendeur Ogelthorpe

Acteurs non crédités
- George Reed : cuisinier de Dan sur le bateau
- John Larkin : homme à la sortie de prison